# Combe de Lourmarin
La combe de Lourmarin est une gorge creusée par la rivière l'Aigue Brun, séparant le massif du Luberon en deux parties, dans le département français de Vaucluse.

## Géographie
La combe de Lourmarin porte le nom du village le plus proche, au sud du massif du Luberon, Lourmarin. Elle est orientée nord-sud et arrosée par la rivière l'Aigue Brun, affluent de la Durance.

## Histoire
Des traces d'occupations humaines ont été découvertes à l'entrée de la combe, côté Lourmarin, datant des périodes préhistoriques, ainsi qu'une nécropole, datant du Néolithique, sur le plateau surplombant la combe.

## Activités
Depuis 1884, une carrière est implantée à l'entrée de la combe de Lourmarin, côté Buoux, pour l'exploitation du calcaire.
Du fait de la protection de la faune, et notamment des oiseaux, la pratique de l'escalade est totalement interdite sur les falaises de la combe. La pratique du cyclisme est une activité courante dans la combe, notamment avec le passage de Paris-Nice 2018 ou du Tour de France 2017.

## Monuments et aménagements
- Pont à coquille sur l'Aigue-Brun